# HD167223
HD167223 — хімічно пекулярна зоря спектрального класу
F2 й має видиму зоряну величину в смузі V приблизно  7,4.